# Archanara algae
Archanara algae là một loài bướm đêm trong họ Noctuidae.